# Get It Together (canção de James Brown)
"Get It Together" é uma canção gravada por James Brown que foi lançada em 1967 como single de duas partes pela King Records e alcançou o número 11 da parada R&B e número 40 da parada Pop. Ambas partes aparecem no álbum I Can't Stand Myself When You Touch Me. Donald A. Guarisco da Allmusic descreve a canção como "Uma melodia tensa e minimalista que combina melodias cheias de soul".
Brown toca "Get It Together" no filme/show James Brown: Man to Man e em Live at the Boston Garden: April 5, 1968.

## Músicos
- James Brown - vocais

com a James Brown Orchestra:
- Waymond Reed - trompete
- Joe Dupars - trompete
- Levi Rasbury - trombone
- Alfred "Pee Wee" Ellis - saxofone alto
- Maceo Parker - saxofone tenor
- Eldee Williams - saxofone tenor
- St. Clair Pinckney - saxofone barítono
- Jimmy Nolen - guitarra
- Alphonso "Country" Kellum - guitarra
- Bernard Odum - baixo
- John "Jabo" Starks - bateria[4]